# コソボ民主党
コソボ民主党（コソボみんしゅとう、アルバニア語：Partia Demokratike e Kosovës, PDK）は、コソボの政党。党是は経済的自由主義であり、コソボの主要な中道右派政党である。
党首は、元コソボ議会副議長のメムリ・クラスニキである。コソボ紛争の後、初めてコソボの首相に就任したバイラム・レジェピ（Bajram Rexhepi）もコソボ民主党に所属していた。他のアルバニア人政党同様に、コソボの独立、自由と民主主義の立場をとっている。

## 歴史
コソボ民主党は1999年5月14日に、コソボ解放軍の政治部門から、「コソボ民主進歩党」（Partia për Progres Demokratik e Kosovës, PPDK）の名で結成されたが、2000年5月21日に「進歩」の語がアルバニア語的ではないとの論争を受け、党名から外された。
2004年の総選挙では、党は28.9%の得票率を得て120議席中30議席を得るに留まり、45.5%の得票率を得たコソボ民主連盟に大敗を喫した。
2007年11月17日の総選挙では、35%近くの得票率を得て党首のハシム・サチは勝利を宣言し、一方的にコソボの独立を宣言する意向を表明した。サチは、22%の得票率を得て第2党となった大統領ファトミル・セイディウ率いるコソボ民主連盟との連立政権を樹立した。この選挙では、セルビア人の多くが投票をボイコットし、投票率は低かった。